# Otto Luedecke (Geologe)
Otto Luedecke (* 8. Juni 1851 in Teutschenthal; † 6. September 1910 in Friedrichroda) war ein deutscher Geologe und Mineraloge.
Luedecke erwarb sein Abitur an den Franckeschen Stiftungen in Halle und studierte Naturwissenschaften (Geologie, Botanik, Chemie), Philosophie und Nationalökonomie an der Universität Halle (und ein Semester in Straßburg). 1876 wurde er in Halle bei Karl von Fritsch promoviert (Der Glaukophan und die Glaukophan führenden Gesteine der Insel Syra), war danach Assistent am Geologischen Institut in Halle und verwaltete die Sammlungen und habilitierte sich 1878 (Kristallographische Beobachtungen). 1884 wurde er außerordentlicher Professor.
Er befasste sich vor allem mit Mineralogie und veröffentlichte eine umfangreiche Monographie über die Mineralien des Harzes. Weiter veröffentlichte er unter anderem über Mineralvorkommen in Thüringen.
Am 8. Oktober 1898 (Matrikel-Nr. 3118) wurde er Mitglied der Leopoldina.

## Schriften (Auswahl)
- Die Minerale des Harzes. Eine auf fremden und eigenen Beobachtungen beruhende Zusammenstellung der von unserem heimischen Gebirge bekannt gewordenen Minerale und Gesteinsarten. Borntraeger,  Berlin 1896 Textband, Atlas